# 臺灣文化
臺灣文化是指在臺灣由多種民族的移民文化與原住民文化所構成的共同文化。自台灣原住民族定居開始的起源，各族群即將發展出各自的文化。在大航海時代的荷蘭共和國（荷蘭統治時間治1624－1662）荷蘭與西班牙帝國（西班牙統治時間1626－1642）西班牙的統治下，臺灣文化開始受到西方文化的影響。先於明鄭時期與清治時期（明鄭統治時間時期1661－1683／清領統治時間時期1683－1895），也受到來自於中國的漢族來臺開墾拓墾者的影響，閩南文化與客家文化交會；於日治時期，受到來自於日本帝國的日本文化和日式西方文化的影響。戰後中華民國遷臺帶來了外省人的中國文化。解嚴後台灣與西方的民主價值觀接軌，與全球市場特別是美國的經濟聯係更加緊密，歐美的文化和生活方式迅速影響台灣。

## 分類
- 按照族群的分類，可以大致區分為：臺灣原住民族的各族文化；臺灣漢族的閩南文化、客家文化、民國軍民文化；臺灣新住民的越南文化、馬來西亞文化、印尼文化等。
- 按照時代的分類，可以大致區分為：史前時期文化、荷蘭統治時期文化、西班牙統治時期文化、清治時期文化、日治時期文化、民國時期軍民文化等。

## 史前文化
- 舊石器時代：台灣東部與恆春半島的長濱文化與西海岸中北部的網形文化。
- 新石器時代：
早期：大坌坑文化
中期：北部的圓山文化、芝山岩文化、訊塘埔文化。中部的牛罵頭文化。南部：牛稠子文化。東部：繩紋紅陶文化。
晚期：北部的植物園文化。中部的營埔文化。南部的大湖文化、鳳鼻頭文化。東部的卑南文化、麒麟文化、花岡山文化
- 金屬器時代：北部的十三行文化。中部的番仔園文化、崁頂文化、大坵園文化。南部的北葉文化、龜山文化、蔦松文化。東部的靜浦文化。

## 概述
臺灣原住民族屬於南島民族，目前約五十多萬人。依據人類學者的研究分析，原住民的屋架建築、火墾、食檳榔、紋面、皮衣製作、輪舞等文化習俗，都與傳統的南島文化相近。過去大多數的原住民都是以傳統游耕及狩獵為主要的生產方式，近年來靠近平地的原住民則與漢人的生活方式接近，但是部落組織的維繫仍然保留著。親族制度中，泰雅族、布農族為父系社會；阿美族、卑南族則為母系社會。部落組織中，魯凱族與排灣族為貴族社會；賽夏族、布農族則為氏族社會。
原住民重視祖靈信仰，相信祖靈居住在山上，並且會保護族人收穫豐盛。幾乎各個原住民族都有豐年祭，各族也有自己獨特的祭典，例如布農族的射耳祭（以箭射獸耳禱求獵穫豐收）與小米祭；賽夏族每二年舉辦一次矮靈祭，達悟族的飛魚祭，排灣族人的五年祭。此外，卑南族重要的祭儀有海祭、男性的猴祭及女性的鋤草祭等。拉阿魯哇族相信祖靈依附在收藏的貝珠中，因而有聖貝祭（Miatungusu）；鄒族則有戰祭（Mayasvi）、小米祭（Homeyaya）。
另外，原住民的音樂和工藝也具有相當特色。排灣族及魯凱族的陶壺及琉璃珠製作、雕刻藝術，布農族的皮衣製作技巧、鄒族的揉皮技術。布農族的多音部合唱、阿美族的無半音五聲音階則是其音樂特色。
漢族中，客家族群強調的文化，是以刻苦耐勞、堅韌剛強、開拓創業、團結奮進的「硬頸」精神而著稱的。客家族群從中原遷徙往南發展並保持了強大凝聚力，在語言、風俗、習慣、文學藝術等方面，都留存著豐富的中原古風，守禮重義、好學問、講倫理的風氣，是客家民系的特質。客家人自遷台之後，形成的客家庄，是強而有力的家庭組織，在昔時農業社會中，維持了穩定的生活方式，不但謀求經濟上的自給自足，也是對外共同抵禦及扶養老弱孤寡的依據。

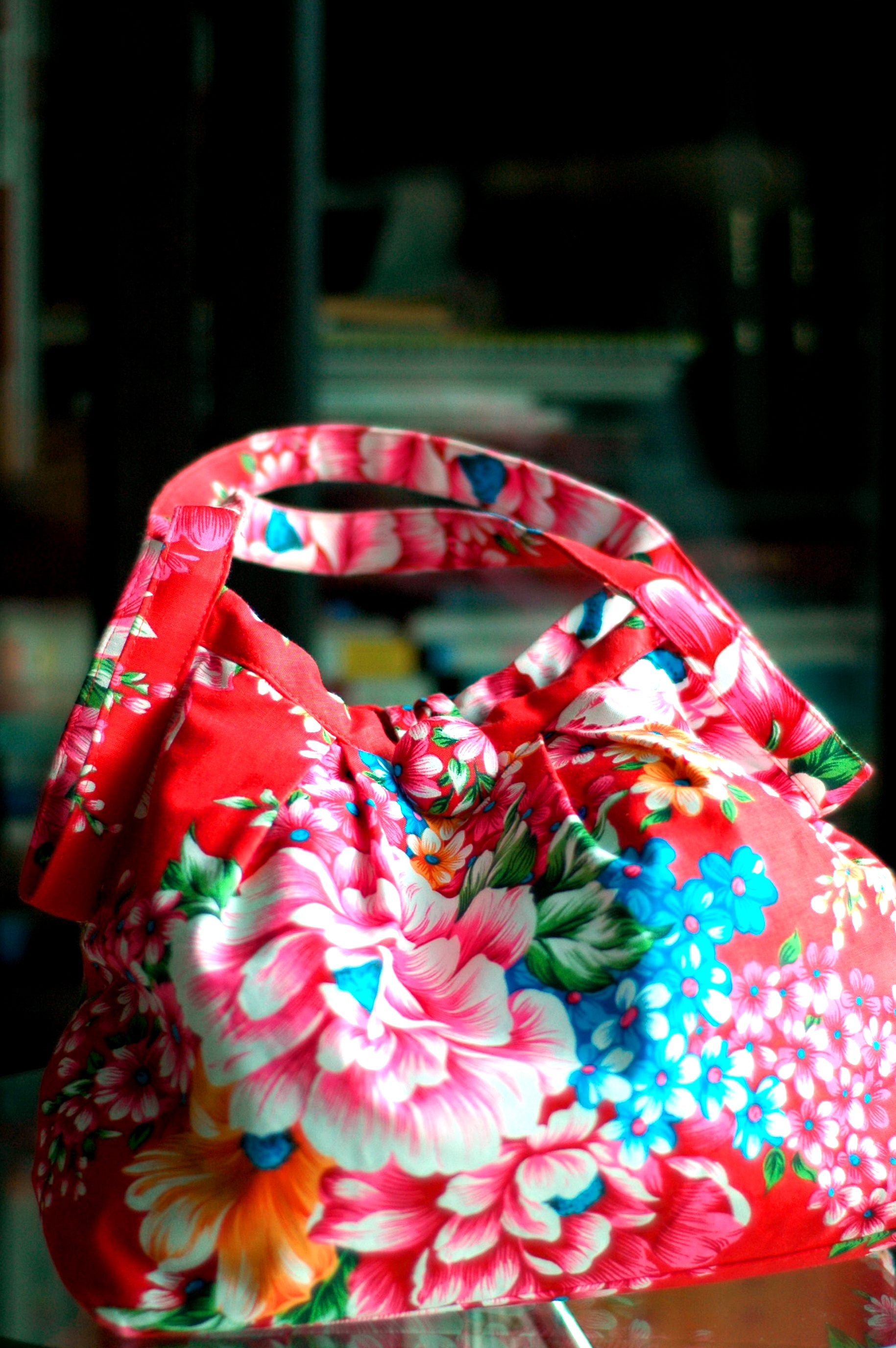
傳統花布包

在建築上，台灣客家有「宗祠」、「公廳」等客家特殊建築類型。在建築材料運用上都是因地制宜，用泥土、火磚、木、竹，都以在地資源優先考量。在建築色彩上吸收了閩南「紅磚紅瓦」的風格而非「白牆烏瓦」。在空間格局的設計上堅持著公廳的家族性公共空間的規矩，另一方面也因地制宜形成在地化客家建築風格。例如著名的新竹縣北埔天水堂姜屋、屏東縣佳冬蕭屋、六堆夥房與美濃菸樓等等客家傳統建築，都可以看到臺灣客家建築落地生根的具體軌跡。在服裝上，過去客家人有自己的日常服飾「藍衫」，但現已成為表演的象徵性穿著，近來北部地區也有「客家花布」的服裝設計以及新創造的「客家衫」，期待成為新的客家服飾。台灣在2001年成立客家委員會，並舉辦「臺灣客家文化藝術節」、「客家桐花祭」，創設「客家電視台」，使得台灣客家文化得以充分展現，台灣客家語得以復興。
台灣的閩南人（河洛人）以近四百年來由福建閩南和廣東潮州、惠州渡海來台之移民的後代為主。昔時移民主要分成漳州人和泉州人兩大支，部分為潮州人，屬漢民族。漳州移民主要居住在中部平原地帶、北部沿海地區及蘭陽平原，故漳州腔被稱為內埔腔；泉州移民主要居住在中部沿海地區、臺北盆地，故泉州腔被稱為海口腔，泉州人居住在海濱，漳州人居住在內陸平原」的說法，僅在台灣中部地區符合此一分布。在移民初期，泉州、漳州之間時有泉漳械鬥，今皆自稱為「臺灣人」，不再區分泉漳。住宅原以閩式建築為主，後來空間設計也融入了榻榻米與和室等日式文化。

## 飲食文化

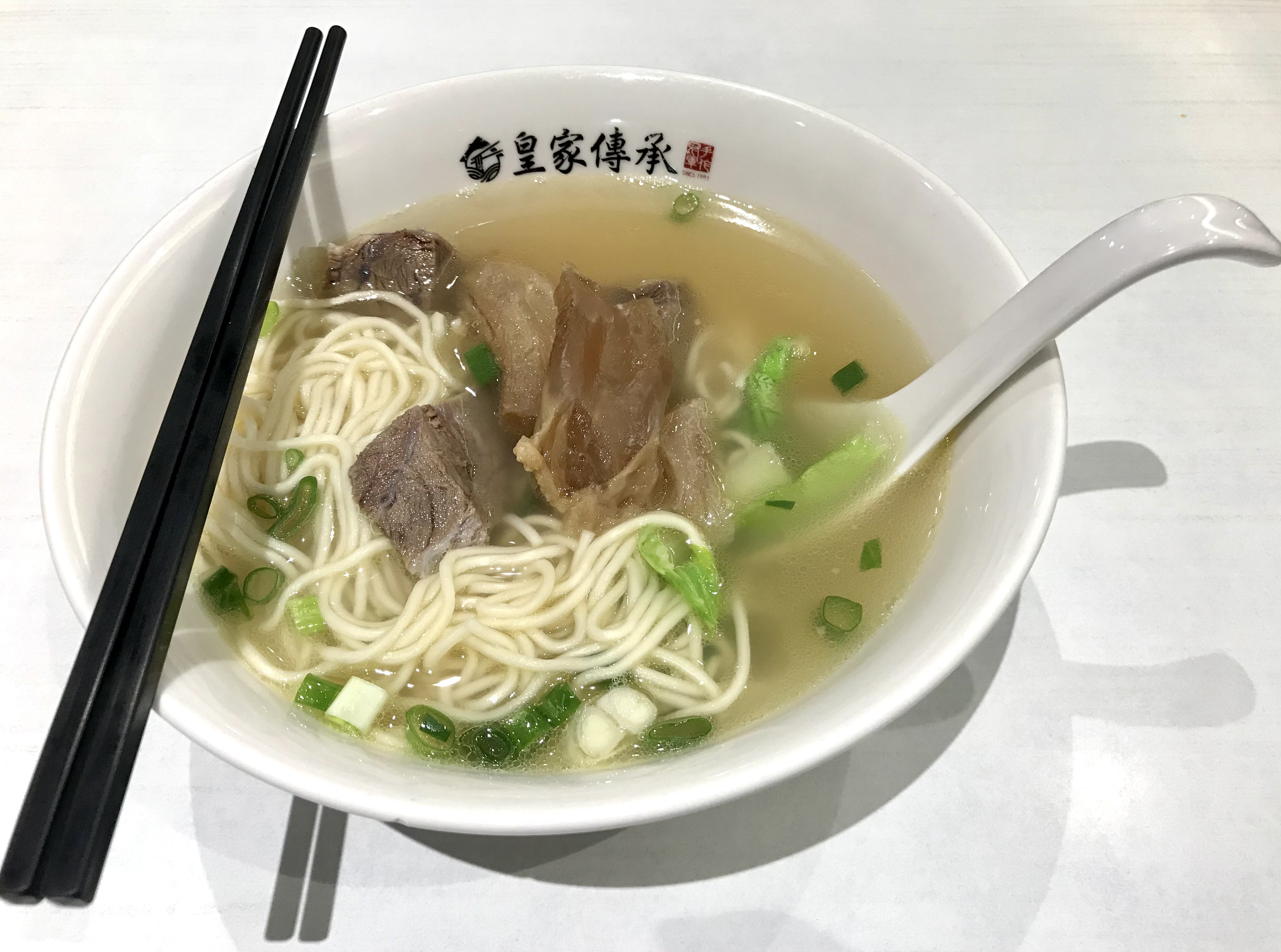
牛肉麵

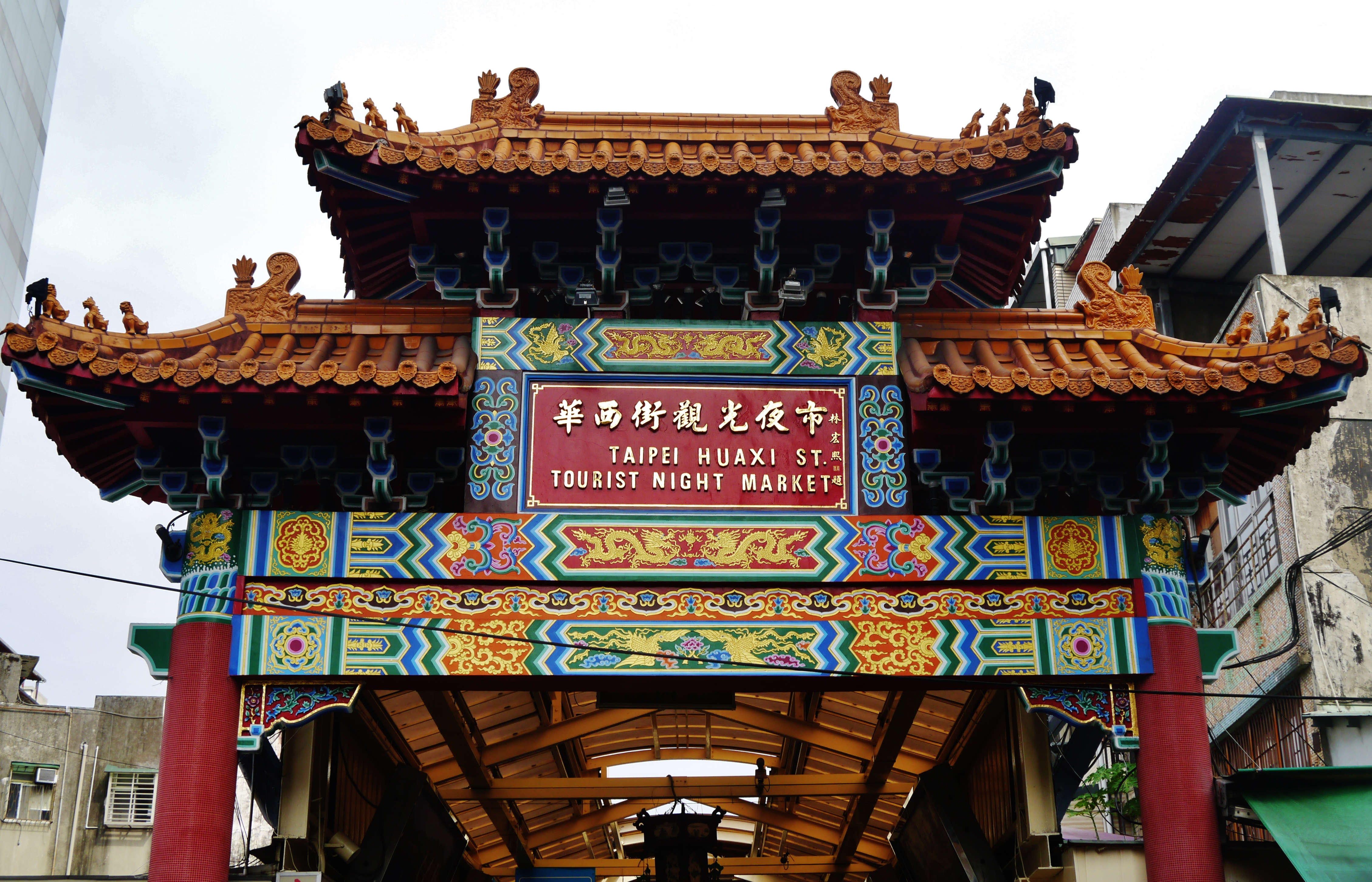
位在臺北市萬華區的華西街觀光夜市

大致有海鮮豐富、醬料入菜、節令食補等特色；傾向自然原味，調味不求繁複，「清、淡、鮮、醇」調味濃厚（如台灣客家菜或閩菜）取勝的地方菜中獨樹一幟。炎熱天候同時也使一些帶有酸甜味且開味的菜餚出現在臺灣菜中。

台灣因為四面環海，海資源豐富，又在日治時期受到日本菜的影響，出現了不少海鮮開胃菜（冷食或生吃），所以生鮮冷盤也是台菜中的一大重點。海鮮滋味本來就很鮮美，因此不需要使用太多繁複的佐料或用複雜的方法來烹調海鮮。也正因為烹調方式容易，海鮮料理如蝦、魚、蟹等攻佔了台灣菜的席面。如拉麵、壽司、味噌湯亦是常見料理。台灣菜素有「湯湯水水」之稱。早期能移民來台的漢人（又其以閩南人佔多數）只限男性。 因為要忙於農耕開墾，同時當年的物質也不如今日充裕，為了方便，他們常常煮一鍋可為湯又可為菜的羹菜，既營養又方便。閩南式羹湯至今在台灣民間依然受各族群喜愛，其中西魯肉和生炒花枝均為代表。又有香菇肉羹湯等。
重要的台灣料理有 刈包、牛肉麵、擔仔麵、摵仔麵、大腸（蚵仔）麵線、滷肉飯、臭豆腐、蚵嗲、彰化肉圓、肉丸、肉粽、嘉義雞肉飯、肉羹、淡水阿給、肉鬆、麻荖、新竹貢丸湯、米粉、冬粉、鹽水意麵、蚵仔煎、棺材板、油飯、甜不辣、滷味、雞排、碗粿、車輪餅、大腸包小腸、藥燉排骨、豬血糕、珍珠奶茶、木瓜牛奶、豆花、飯糰等。早餐則有台式早餐店販賣各式燒餅、油條、豆漿、蛋餅、漢堡包、火腿蛋（吐司）。另外，台灣各城鎮均有以販售雜貨、飲食、遊戲等商販聚集的夜市，是庶民生活文化的重要代表之一。

## 宗教文化
有些是民眾謝神的習俗文化，像是布袋戲、歌仔戲等。通常是在有人成功或逢節慶、神明誕辰時會有的。另外，還有廟會、舞龍、舞獅、八家將等，也是台灣宗教中用來驅邪避煞、祈福的文化。
華南宗教本來複雜，生活方式深受閩粵文化的影響。傳入臺灣後則更是繁多，成為一個多元宗教文化融合的區域。其中在臺灣最盛行是道教，其次是佛教；並有齋教等。就信仰人口而言，大部分台灣人信仰民間信仰，融合道、佛的民間信仰對社會生活保持著強大的影響力，各地也有各地盛行的神明祭典。在基督宗教方面，台灣擁有約6%的基督徒，其中歷史最悠久的台灣基督長老教會在台灣深耕已有150多年，其中各樣文化可說是相當在地。

### 信仰廟宇

#### 民間信仰
- 媽祖廟

早期台灣移民多數乃由閩、粵渡海來台，海神天后媽祖是台灣最盛行的信仰之一。僅台灣一地，就有媽祖廟510座，其中有廟史可考者39座，內建於明代的3座，建於清代37座。由於當時航海技術比較簡單，海上風浪又特別多，故在船頭供奉媽祖以求平安；而後上岸後就在沿海區域建廟祭祀。著名的有朴子配天宮、北港朝天宮、白沙屯拱天宮、大甲鎮瀾宮、彰化南瑤宮、鹿港天后宮、台南大天后宮、澎湖天后宮、北投關渡宮、新港奉天宮、台南開基天后宮、鹿耳門天后宮。
- 關帝廟

主祀關聖帝君的台灣民間信仰廟宇。台北行天宮是北台灣參訪香客最多的廟宇之一；歷史最悠久的行天宮是北投分宮，次之是三峽的分宮，每年農曆正月十五元宵節台南縣鹽水鎮的鹽水蜂炮就是關聖帝君出巡顯聖祈求平安演變成的民間習俗。著名的有 台北行天宮、台南關廟區山西宮、台南東區後甲關帝殿、高雄關帝廟、高雄文武聖殿、台南祀典武廟、高雄大義宮。
- 大道公廟

保生大帝為臺灣早期泉州同安籍移民信仰中心，至今已不分原籍畛域，成為重要的台灣民間信仰之一。臺灣奉祀保生大帝廟宇以學甲慈濟宮、大龍峒保安宮、台中元保宮、永和保福宮最為著名。
- 義民廟

義民祭，是在臺灣產生的信仰，其是臺灣漢人的宗教祭典之一。位在新竹縣新埔鎮的褒忠亭義民廟，其中供奉的便是死於戰爭的先民。清乾隆51年（西元1786年）發生林爽文事件，新埔附近的客家人，自動籌組了「義民軍」。次年清廷率軍登陸鹿港，會合義民軍圍剿林爽文。平亂後陣亡的義民軍葬於新埔，在路旁山坡地建造墓塚，次年又在墓前建了一座「義民廟」。各地義民廟的祭祀時間不同，時間多選擇各地於清代發生重大民變的日期前後，客家聚落的祭祀日期目前統一為每年農曆七月盛大舉辦，除了傳統的普渡孤魂之外，最重要的是尊祭義民先烈為保衛鄉土而犧牲生命的忠義精神。新埔義民廟中元祭典，從道光十五年（1835年）開始，迄今已一百五十餘年。
- 三山國王廟

三山指的廣東潮州附近的巾山、明山、獨山這三座山，三山國王代表這三座山的山神，顯示潮州地區潮州人對自然的景仰與敬畏，潮州籍移民來臺，三山國王成為潮州籍移民的守護神。著名的有彰化鹿港三山國王廟、台南北區三山國王廟、屏東九如三山國王廟、台北新莊廣福宮、雲林大埤三山國王廟、雲林東勢厝賜安宮。

#### 道教
- 王爺廟

其主祀為王爺或千歲，廟名經常稱為代天府，並於神名前掛上代天巡狩，是臺灣最盛行的道教信仰、臺灣民間信仰之一，會有著名的迎王祭典。「王爺信仰」尤其盛於南台灣，與中台灣的媽祖信仰並稱。著名的有朴子牛挑灣龍安宮、南鯤鯓代天府、新竹池和宮、水裡港福順宮、佳里金唐殿、南雄代天府、麻豆代天府、馬鳴山鎮安宮、西港慶安宮、東港東隆宮等。
王爺廟在台灣西南沿海的漁村文化信仰中，多於媽祖廟，以原高雄縣為例，地方公廟的王爺廟有91座，媽祖廟有65座，其中王爺廟多靠海岸邊，媽祖廟靠山地區。
- 上帝廟

為明朝鎮邦護國之神，由明鄭時期的官兵移民渡海來台時傳入台灣，是台灣最盛行的信仰之一。著名廟宇有臺南北極殿、下營北極殿玄天上帝廟、松柏嶺受天宮、梧棲真武宮、竹崎真武廟等。
- 太子宮

在台灣民間信仰中，則將中壇元帥奉為神祇，俗稱為三太子。隨移民進入台灣，成為台灣民間信仰中重要的一環，並發展出藝陣電音三太子。著名廟宇有台南新營太子宮、高雄市三鳳宮。
新營太子宮，歷史最悠久，興建於1728年，全國所祭拜的太子爺幾乎由此分靈而出。

#### 基督宗教
- 台灣基督長老教會
  - 簡介:台灣歷史最悠久、最大的教會，以台語講道為主，深耕150多年，禮拜堂遍佈台灣各地，現約有1300間禮拜堂，25萬名會友、18種母語禮拜。
  - 組織概要
    - 總會－地區中會（如：嘉義中會、高雄中會等）－中會分區/區會－小會/堂會－支會/佈道所－團契－小組
- 召會（聚會所)
- 信義會
- 浸信會
- 天主教

#### 原住民信仰
- 公廨

阿立祖，為平埔族群西拉雅族的祖靈信仰。原本不立塑像、神位，主要以祭祀壺甕等物（如：瓶、矸、罐、缸、甕等）為祖靈崇祀象徵之所託，謂之「拜壺」。阿立祖的祭日是三月二十九日，目前台南縣白河、大內（有8處公廨）、左鎮、頭社（阿立祖廟）等地，西拉雅族後裔仍保有此信仰。
- 祖靈屋

為台灣原住民排灣族的家族祖靈信仰崇祀象徵之所託，以家族為單位，類似家族宗祠，目前仍保有此信仰。

#### 漢傳佛教
以下為分支：
- 佛光山
- 臨濟護國禪寺
- 慈濟功德會
- 中台禪寺
  - 法鼓山

#### 藏傳佛教
- 密宗

### 節慶文化
春節、端午節、中秋節，是台灣漢族的三大節慶，而每逢元宵節、清明節、中元節、七夕等傳統節日，在台灣民間也有相同或帶有特色的慶祝禮俗。此外，尚有多項深具台灣特色的民俗慶典，如迎媽祖、鹽水蜂炮、東港燒王船、頭城搶孤等等。而原住民也有五年祭、矮靈祭、小米祭、飛魚祭、查某暝、嚎海祭、夜祭、戰祭、豐年祭等節慶祭典。
各地也有各地盛行的神明祭典。比方說農曆正月初六三峽祖師廟清水祖師誕辰祭典、三月廿三的媽祖誕辰全台慶典、四月廿六的先嗇宮神農大帝生日「三重大拜拜」、五月初一的新莊大眾廟大眾爺生日「新莊大拜拜」，五月初六的淡水祖師廟清水祖師得道祭典「淡水大拜拜」、八月二十九的東港東隆宮迎王祭典，七月十五的中元節和十月廿二的艋舺青山宮青山王誕辰「艋舺大拜拜」等等。

#### 台灣燈會

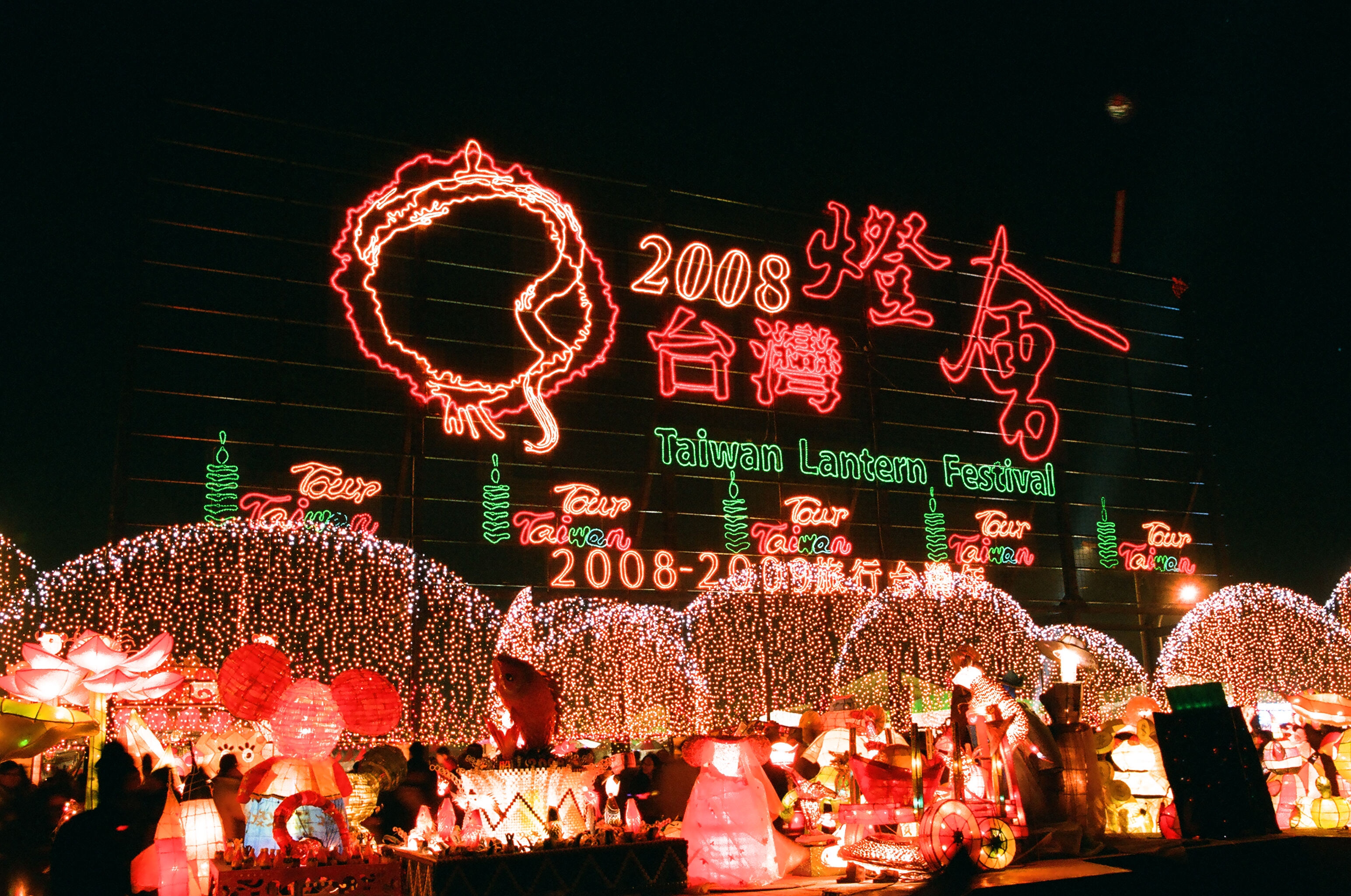
臺灣燈會

陰曆正月十五日的元宵節，在台灣又稱為「燈節」，也是俗稱的「小過年」。在此節日，適逢多種民間民俗慶典舉行，為了吸引國外觀光人潮，中華民國政府於1978年將元宵節定為「觀光節」。1992年元宵節，台北將舉行兩年的台北燈會擴大為「台北國際燈會」，以當年的生肖「猴」為主燈，在中正紀念堂及其附近的信義路、杭州南路等四周道路展示各式傳統與大型花燈。因為特殊且華麗，吸引不少國外觀光客前來。2001年起，新上台的民進黨政府基於「區域平衡」，將此燈會移師高雄市，改稱為「高雄燈會」，亦同樣引起矚目。後來，這項活動擴大延伸為「台灣燈會」（全國性燈會），固定於元宵節舉辦，各縣市輪流舉辦燈會之常規就此建立。這項活動雖每年舉行，但因頗有特色，總會引人注目。尤其每年不同的生肖主燈，配合雷射、聲音、燈光等科技，常使參觀旅客留下深刻印象。

#### 迎媽祖
多數渡海來台的移民多以媽祖為信仰神祇之一。其具有漢人世界中最知名的海神，被尊稱為天后、天上聖母、天妃、湄洲娘媽。在台灣，幾乎每個縣市都有知名的媽祖廟；最著名的幾處媽祖廟如白沙屯拱天宮（白沙屯媽）、北港朝天宮（北港媽）、大甲鎮瀾宮（大甲媽）、鹿港天后宮（鹿港媽）與北投關渡宮（關渡媽）等，各地的信徒眾多。每年的「迎媽祖」活動，媽祖繞境出巡進香，可說是在台灣僅見的大規模宗教活動。

#### 燒王船
台灣早期以漁業為主的港口，常有王爺信仰的寺廟及祈福祭典。其中最具代表性的有：外埔合興宮－帶的文興七府王船、富美七府王船、文興四府王船，雲林嘉義一帶的五年千歲、台南一帶的五府千歲、屏東一帶的溫府千歲。
而王船祭典中，最著名的是擁有數百年歷史的東港迎王平安祭典。東港東隆宮建於清聖祖康熙年間，主祀溫府千歲，迎王平安祭典的活動每三年一科，是將奉上天旨意代天巡狩的千歲爺接上岸來（稱為「請王」）。平安祭典過程重點在於千歲爺遶境儀式，經過數日的祭典遶境（稱為「出巡」）後，千歲爺必須回天庭繳旨，而「燒王船」則是送走千歲爺的儀式（稱為「宴王」、「送王」），也是整個祭典的高潮。迎王平安祭典代表著地方百姓對千歲爺的感激，並祈求神明賜福東港百姓。

#### 中秋節習俗
在台灣，陰曆八月十五的中秋節是個重要民俗節日，一般民眾普遍有吃月餅、柚子、烤肉的習慣。因此，習慣逢年過節送禮聯絡感情的台灣民眾，不論長官下屬間、親朋好友間、廠商客戶間，也常會餽贈月餅柚子等禮品；假使為登門拜訪時所攜，河洛話稱為「伴手禮」。1980年代中期，台灣開始興起中秋烤肉的習慣，這習慣咸信是於此年代，台灣經濟起飛，生活西化，台灣的中秋節烤肉的新節慶民俗應該是洋化烤肉習慣的延伸（臺灣常民文化學會理事長劉還月，自由時報，2004年9月29日）。1990年代初，台灣兩家相當知名醬油廠商，於中秋前夕推出以「一家烤肉萬家香」及「巴比Ｑ」為主題的密集廣告，於是中秋烤肉成為台灣如今最普遍的活動之一。2000年以後，台灣各地方政府陸續於中秋節晚上在大型空地舉辦大型烤肉活動。但近年環保意識高漲似有改變的趨勢。

#### 頭城搶孤、恆春豎孤棚
台灣有些地方在中元節普渡的盂蘭盆會後，會將祭祀的供品提供民眾搶奪，稱為「搶孤」。一種說法是為了與孤魂野鬼搶奪祭品，另一種說法是為了嚇退流連忘返的鬼魂。台灣最負盛名的「搶孤」是宜蘭頭城鎮的搶孤活動。搶孤是先搭設數十公尺高的「孤棚」，上層再搭「孤棧」，並在上頭擺放供品以及旗幟，而棚柱上塗滿牛油，想要憑己力爬上孤棚並不容易，往年常有意外發生，因此在清朝時期劉銘傳曾經下令禁止搶孤活動。在1991年宜蘭頭城恢復舉辦搶孤，並且改善了活動搶奪的方式。以往為了賬濟貧苦亡徒爭搶祭品的掠奪活動變成了目前具有競賽性的民俗活動，能夠首先取得棧頂的「順風旗」就算奪標。而民間相信搶得順風旗的人，可以獲神鬼的庇護。

#### 祖靈祭
祖靈祭，又稱為人神盟約祭、五年祭，是台灣原住民排灣族的古老傳統祭典，亦為南島語族中最隆重的祭典之一，五年舉行一次。通常會在每年的八月份舉辦小米收穫祭，而每五年的收穫祭舉辦一次祖靈祭。而隔年(第六年)會舉辦送祖靈祭。目前仍保有祖靈祭的村落有屏東縣來義鄉古樓、文樂、望嘉（無刺球儀式）、南和（高見、白鷺兩部落）、春日鄉力里、七佳、歸崇及台東縣達仁鄉土坂村等村落。

## 藝術文化
中華民國政府統治台灣初期，推行「去日本化」，推行國語教育，以灌輸台灣人對國家的認同和對領袖的崇拜。戒嚴時期，政府以官方力量推動文化發展，推動中華文化復興運動，文化呈現反共、傳統、一元的特質。1987年，台灣解嚴後，多元文化思想受國內外許多因素推波助瀾下逐漸興起，開始出現台灣本土化運動或去中國化浪潮，以及台灣正名運動。

台灣文學方面，戰後國民黨政府大力推行反共、懷鄉文學，著名反共文學作家有王藍（代表作《藍與黑》）、姜貴（代表作《旋風》）和司馬中原（代表作《狂風沙》）。同時，西方現代文學也是當時台灣文壇的重要力量，白先勇、王文興為其代表，而現代主義文學代表作則有《臺北人》、《家變》等。1960年代中後期開始，一些本土作家以《臺灣文藝》、《笠詩刊》為陣地，重拾鄉土素材，關注農民與勞工等底層階級的命運，作品隱含批判精神，終致在1977年引發了鄉土文學論戰。解嚴後，文學更加多元化。近幾年，伴隨網路興起，網路文學成為新的風潮。1950年代，台灣的畫壇主流以中國來台的水墨畫家與日治時期的本土西畫家為主，繪畫技巧比較傳統。1960年代開始，新生代畫家引入西方的抽象畫等風格，美術風格走向西化。

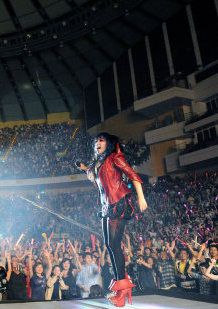
張惠妹為華語女歌手唱片銷量及演唱會場次紀錄保持人

1970年代台湾本土意識抬頭後，繪畫題材再趨本土化。解嚴之後，美術界生態多元自由，風格也日益前衛。二戰後，一方面在政府的領導下，國劇（京劇）等劇種在臺灣得到大力扶持；另一方面歌仔戲、布袋戲等本土藝術則仍是庶民大眾的重要娛樂方式。隨著電視的出現，布袋戲、歌仔戲開始講求聲光效果，重新獲得人們的重視。而國劇與國語話劇則融入創新元素，經常以小劇場等形式表演，舞台劇表演成為台灣極具活力的藝術活動。戰後初期，臺語歌曲一度流行，音樂界也創作了大量反共愛國歌曲。在民間，由香港傳入的國語流行歌曲和美國音樂風行一時。1970年代，知識青年疾呼「唱自己的歌」，校園民歌因此風行。1970年代以後受日本演歌文化影響，那卡西和夜總會等秀場文化在台灣也十分盛行，豬哥亮、高凌風、張菲、倪敏然、檢場、胡瓜、鄭進一等大牌藝人即崛起於此時，台語歌后江蕙及黃乙玲等人即是出身秀場的代表人物。1980年代講究「字正腔圓」的國語老歌風行一時，其代表人物是有亞洲歌后之稱的鄧麗君，另外，鳳飛飛、劉文正、歐陽菲菲、翁倩玉，更走紅歌壇許久。受到西方搖滾樂的影響，在民歌時期結束後，羅大佑等人將社會百態、受到當時政府壓榨的百姓生活寫成歌曲，造成知識份子一時引起的共鳴。另外，1988年葉啟田的台語歌《愛拼才會贏》與張雨生《我的未來不是夢》發行，為臺灣奮鬥勇敢做夢的性格作上註解。
近幾年台灣已經成為世界華語樂壇的中心，五月天、羅志祥、周華健、張惠妹、周杰倫、蔡依林、S.H.E.等歌手紅遍兩岸三地及新馬地區，成為華語樂壇的重要力量，因此吸引不少來自亞洲各地的新秀來至台灣大放異彩，例如；梁靜茹、光良、品冠、孫燕姿、林俊傑、謝安琪等人。
臺灣電影在官營製片廠的經營下，拍攝大量國語劇情片，其中不少都帶有反共色彩。同時，臺語片也悄然興起，題材以民間故事等為主。1960年代，健康寫實電影成為電影界的主流，代表作有《蚵女》、《養鴨人家》等。同時，香港製作的電影也在臺灣廣受歡迎，也影響到臺灣本地的電影製作路線，愛情片、武俠片和功夫片成為一時的主流。1970年代，伴隨著外交困境，中影製作了大量的愛國政宣影片，如《梅花》、《汪洋中的一條船》等。1980年代起，《兒子的大玩偶》等影片開始了「台灣新電影」風潮。解嚴之後，後新浪潮電影興起，李安、侯孝賢與蔡明亮成為這一時期的代表導演。同時，伴隨著美國好萊塢等洋片的大舉進入，國片的環境與市場日益萎縮低迷。2008年，《海角七號》創下超過新台幣五億元的空前票房並贏得第45屆金馬獎六個獎項，並帶動《囧男孩》、《九降風》、《一八九五》、《艋舺》等台灣自製電影票房。繼《聽說》、《翻滾吧！男孩》、《帶我去遠方》之後，2011年，《那些年，我們一起追的女孩》、《賽德克·巴萊》、《翻滾吧！阿信》、《殺手歐陽盆栽》、《命運化妝師》、《陣頭》，又掀起一波台灣人對電影熱潮。

## 源於其他文化的影響

### 日本文化
日本曾經統治台灣五十年，對台灣的治理從初期的鎮壓逐漸轉為同化，戰時並經由總督府推動皇民化運動，鼓勵台灣人說日語、穿和服、改日本姓名、廢棄民間信仰等等。這種文化移植強烈的衝擊習慣於傳統漢文化的漢人，更使得當時知識份子所組織的文化活動或集會中往往帶有反抗的政治色彩。但隨著統治時間的推移，不論接受與否，日本文化仍對於台灣仍有影響，除了在當時的硬體建設可以感受到外，許多層次的影響或習慣都是深入庶民文化的。
從日治時期所留下的公共建築，多具有日本風格，最具代表性建築的是總統府；而縱貫鐵道仍延用日式的右駕左行系統。在地名方面：高雄、清水、松山、板橋也都是日治時期移植自日本本土的地名。在飲食習慣與娛樂生活中所出現的日本語，亦經常為台灣話來轉化使用，例如：「便當／弁当」（飯盒）、「刺身」（生魚片）、「看板」（カンバン，指招牌）、「注文」（台羅發音：tsù-bûn；預定、「氣持」（気持ち，指情緒或心情）等。若干詞彙，甚至是已經內化到庶民生活中，例如：黑輪，是指日本的關東煮（發音接近）；甜不辣，是指日本的天婦羅（發音接近）等。與之相類似的例子，在台灣人的生活語言中，不勝枚舉，而其在第二次世界大戰前後台灣的歌曲，亦受到日本歌謠的創作模式所影響，多帶有濃厚的東洋風格。

在中華民國政府遷台後，其曾經禁止日本出版品的輸入，並試圖消除日本文化的影響；然而日本式的建築雖能拆除，文教雖能禁止，但是這些做法並不能完全禁絕台灣對外來文化的吸收。1990年代以後，政府逐漸開放管制，日劇《東京愛情故事》首度引進，日本通俗文化在台灣重新活耀普及。目前台灣有十幾個電視頻道播放日本節目，許多年輕人喜歡日本偶像明星、蒐集日本的流行資訊，成了「哈日族」。但這樣的文化現象只是物質上的流行，往往不被認為是精神層面的；而另一方面，常在日本文化中所提到、信義忠勇、犧牲小我而略帶的悲劇的性格「武士道精神」、獎崇專業的達人工匠精神，並未成為台灣民眾所普遍崇尚的信仰（不過武士道精神倒是普遍受到台灣人崇拜）。

### 西方文化
西方文化對台灣的影響有兩個方面較為有特色，尤其是美國文化。第一是宗教方面，天主教與基督新教在台灣地方文化中的角色，如台語詩歌的改編，偏遠地區地方教堂的貢獻等。此外是教育方面，西方教育在台灣教育界中往往被引為典範，近年來台灣的教育改革就是基於西方國家教育的精神而制定的，此外台灣的森林小學、以及小留學生文化、也是深受西方教育的影響。至於其他的影響，在很多亞洲地區國家文化中都看得到美國文化的影響，例如以好萊塢為代表的美國電影文化已經強勢的將台灣本土電影文化逐漸壓縮空間，而西洋的現代建築思想，如玻璃帷幕的摩天大樓，集合式的社區公寓，河濱公園等，也影響了台灣的建築文化。

## 參閱
| - 臺灣文化史 - 臺灣歷史 - 臺灣政治 - 臺灣宗教 - 台灣文學 - 台灣建築 - 台灣藝術 - 台灣電影 - 台灣戲劇 - 台灣音樂 | - 中華民國無形文化資產傳統藝術類 - 中華民國節日與歲時列表 - 臺灣文化活動列表 - 臺灣古蹟列表 - 臺灣夜市列表 - 臺灣宗教百景 - 中華文化 - 日本文化 - 美國文化 - 哈台族 |

## 外部連結
- 中華文化總會 （页面存档备份，存于）
- 文化部文化資產局